# Pseudomyrmex oryctus
Pseudomyrmex oryctus är en myrart som beskrevs av Ward 1992. Pseudomyrmex oryctus ingår i släktet Pseudomyrmex och familjen myror. Inga underarter finns listade i Catalogue of Life.